# Kaisertage in Hamburg

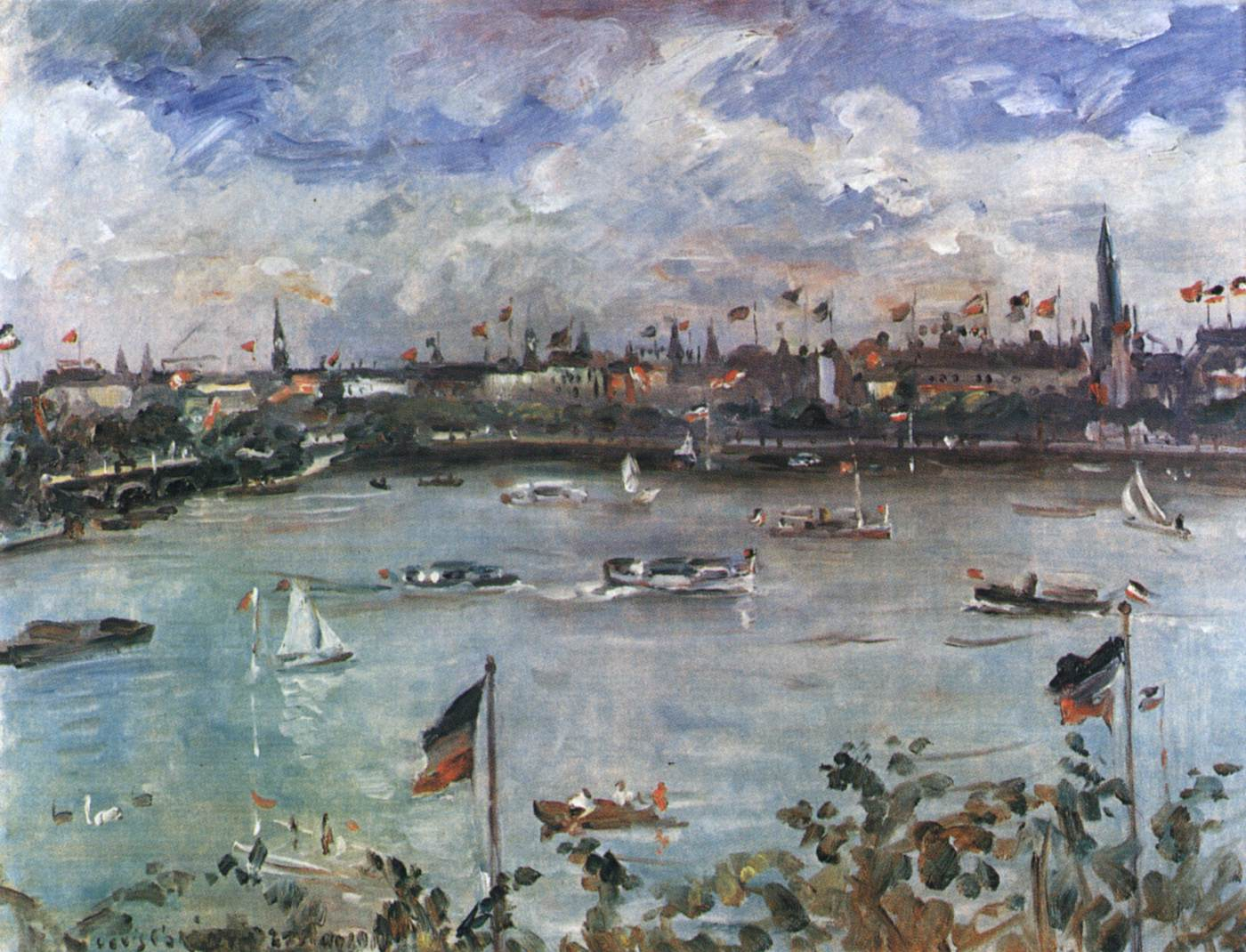
Lovis Corinth, Kaisertag in Hamburg, 1911, Wallraf-Richartz-Museum

 Als Kaisertage wurden wiederkehrende Besuche deutscher Kaiser in Hamburg bezeichnet.

## Geschichte
Die Kaisertage gehen zurück auf Wilhelm I. Dieser hatte Hamburg 1868 als Präsident des Norddeutschen Bundes und später auch in seiner Funktion als Deutscher Kaiser besucht. Unter seinem Nachfolger und Enkel, Wilhelm II., wurden die Kaisertage dann zu einer festen Einrichtung. Sie fanden jährlich in Verbindung mit der Kieler Woche und dem Horner Rennen statt. Darüber hinaus wurden sie bei besonderen Anlässen veranstaltet, beispielsweise anlässlich der Eröffnung des Freihafens im Jahr 1888 oder 1895 bei der Eröffnung des Nord-Ostsee-Kanals.

## Gemälde
Lovis Corinth erstellte anlässlich der Kaisertage im Jahr 1911 zwei Gemälde. Das Bild „Kaisertag in Hamburg“ (auch: 'Blick vom Neuen Jungfernstieg über die Binnenalster am Kaisertag', vom Maler unten links auf den 27. August 1911 datiert) ist heute im Wallraf-Richartz-Museum in Köln zu sehen. Das Gemälde „Illumination auf der Alster“ befindet sich in Privatbesitz.